# Sitamón (hija de Ahmose)
Nota: No confundir esta princesa real Sitamón con otra Sitamón que viviría doscientos años después, y sería la hija y la esposa del rey Amenhotep III.
Sitamón, princesa real egipcia de comienzos de la dinastía XVIII (hacia el año 1540 a. C.).
La Amada de Amón, significado que oculta Sitamón, era la primogénita del fundador de la nueva casa real, el faraón Ahmose y su Gran Esposa Real y hermana, la reina Ahmose-Nefertary. Por aquel entonces Egipto vivía una época feliz y muy optimista; Ahmose había liberado el país de los ocupantes hicsos y las Dos Tierras estaban reunificadas, tal y como en los tiempos de las pirámides.
Se hacía responsable de aquel nuevo renacer a los esfuerzos de la casa real tebana y a su dios patrono, Amón. Lentamente, la deidad comenzaba a convertirse en el culto más importante de todo el país, y era tanto el cariño que profesaban los reyes a la divinidad que, siguiendo la costumbre, dedicaron a Amón los nombres de algunos hijos, como es el caso de la propia Sitamón, o de su hermano el futuro rey Amenhotep I (Amón está satisfecho).
Como primogénita, Sitamón heredó automáticamente todos los títulos de su madre, Ahmose-Nefertari, incluyendo los de Esposa del dios, Mano del Dios, Ornamento Real y otros más que desde entonces se pasaron de madre a hija. El destino de Sitamón era casarse con su hermano Amenhotep, formando una nueva pareja real que trajera al mundo tanto a futuros reyes como a sus próximas grandes esposas reales. Pero Sitamón murió antes de su matrimonio, y el título de Esposa del dios pasó a su hermana menor, Ahmose-Meritamón.
La momia de Sitamón es una de las muchas halladas en el escondrijo de DB320, y junto a ella están las de sus padres y hermanos, prácticamente toda la familia real ahmósida al completo. Se encontraba dentro de un sarcófago pintado de blanco y al desvendarla se descubrió que se componía de un cráneo y algunos huesos unidos a una estera de caña para crear un simulacro de momia. Tal vez la niña murió devorada por algún animal salvaje o un cocodrilo, pero como las creencias religiosas imponían mantener el cadáver para seguir existiendo en el Más Allá, se creó un cuerpo sustituto con sus pocos restos. O tal vez, el cuerpo de la pequeña fue tan destrozado por los saqueadores de tumbas, que siglos después los piadosos sacerdotes restauradores intentaron adecentarlo.